# Charles Philippe Leblond
Pour les articles homonymes, voir Leblond.
Charles Philippe Leblond est un biologiste québécois né le 5 février 1910 à Lille en France et mort le 10 avril 2007 à Westmount au Québec, Canada.

## Biographie
Il reçut son diplôme en médecine de la faculté de médecine de Paris en 1934. Après s'être séjourné aux États-Unis pendant 2 ans, il retourne en France travailler sur les isotopes radioactifs.
Il devient chercheur à l'Université McGill et continua ses recherches.

## Honneurs
- 1951 - Membre de la Société royale du Canada
- 1961 - Médaille Flavelle
- 1962 - Prix Léo-Pariseau
- 1965 - Prix Gairdner
- 1976 - Prix de l'œuvre scientifique (AMLFC)
- 1977 - Officier de l'Ordre du Canada
- 1980 - Prix Michel-Sarrazin
- 1983 - Médaille McLaughlin de la Société royale du Canada
- 1990 - Membre émérite de l'Association canadienne-française pour l'avancement des sciences
- 1992 - Prix Marie-Victorin
- 1995 - Intronisation au Temple de la renommée médicale canadienne
- 2000 -  Compagnon de l'Ordre du Canada
- 2001 - Grand officier de l'Ordre national du Québec